# Sedorolis simplex
Sedorolis simplex är en kräftdjursart som beskrevs av Bruce 2009. Sedorolis simplex ingår i släktet Sedorolis och familjen Serolidae. Inga underarter finns listade i Catalogue of Life.